# Ильинка (Назаровский район)
Ильи́нка — село в Назаровском районе Красноярского края России. Входит в состав Преображенского сельсовета.

## География
Село расположено в 19 км к югу от райцентра Назарово, на правом берегу реки Сереж. Местность вокруг холмистая.

## История
Точную дату основания села установить не представляется возможным, однако, Ильинка является одним из старейших сёл Назаровского района, которому более трёхсот лет. Древнейшее название села Ильинское было Усть-Усольское, затем Пеньки (вплоть до 1920-х гг.). С постройкой в 1877 церкви село получило название Ильинское. В 1890 в селе была открыта первая школа, которая находилась в простой крестьянской избе. В 1895 открыт Ильинский приход, который был выделен из прихода Назаровской Троицкой церкви. 
В 1920 при Сережском мятеже жители села поддержали как восставших, так и власть. Жертвы были с обеих сторон. Также, после Сережского мятежа, в селе был сожжён деревянный храм Святого Пророка Илии, вместе с арестованными мятежниками. В 1926 в селе открыта изба-читальня, позднее ставшая сельской библиотекой. В начале 1930-х гг. во время коллективизации в Ильинке образовалось два колхоза: им. Чапаева и им. Парижской Коммуны, при этом при коллективизации 67 жителей села были раскулачены и высланы из деревни. 
В 1947 была открыта новая восьмилетняя сельская школа. 
В 1950-е годы провели радио. В 1960-х годах возле села, в Титовой роще, находились ракетные войска стратегического назначения, они были созданы для защиты Назаровской ГРЭС и Ачинского глинозёмного комбината.
В 1961 году колхозы были реорганизованы в совхозы и колхоз имени Чапаева и Парижской Коммуны перевели в совхоз Краснополянский, а оттуда в 1962 году Ильинка уже вошла в совхоз Владимировский. 19 января 2015 после многих переименований, совхоз Владимировский прекратил свое существование, отделение села было передано в совхоз ЗАО «Назаровское».
30 октября 2013 года возобновилась творческая жизнь Ильинского СДК, после проведения капитального ремонта. Здесь размещены сельская библиотека, и музей истории родного села. Экспозиция музея составлена из предметов крестьянского домашнего быта, переданных старожилами села.

## Достопримечательности

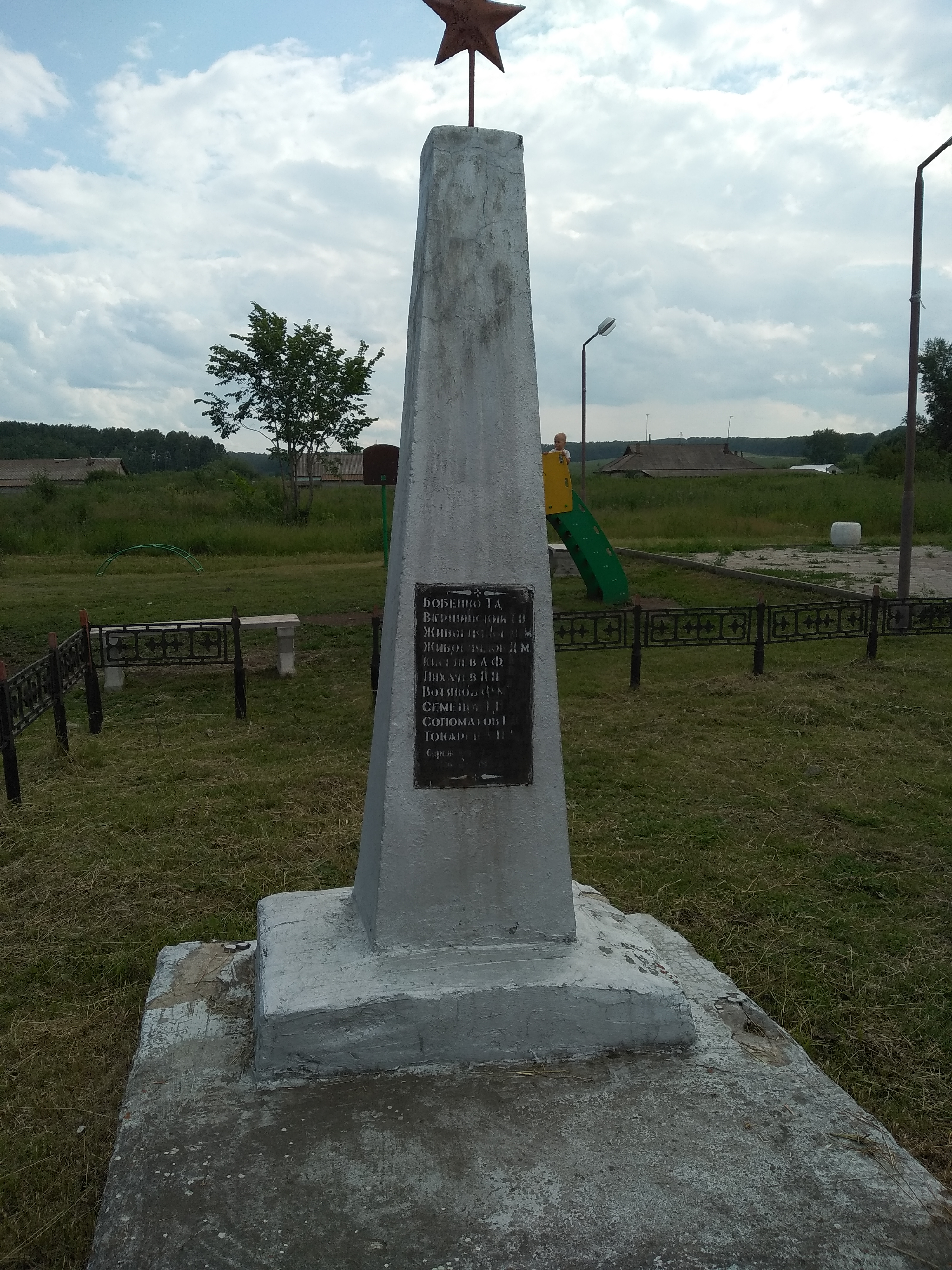
Памятник погибшим селянам в Сережском восстании 1920 г.

В селе находятся памятник погибшим селянам в Сережском восстании 1920 г., которые поддержали подавление мятежа на стороне «красных». Официально именуется как «Братская могила участников подавления кулацкого Сережского мятежа в 1920 году».
Рядом с братской могилой находится обелиск погибшим ильинцам в годы Великой Отечественной войны 1941-1945 гг. с именами не вернувшихся с фронта ильинцев.
В 2016 году в селе открыта деревянная церковь.

## Население
| 2010 |
| ---- |
| 473  |

Гендерный состав
По данным Всероссийской переписи населения 2010 года 224 мужчины и 249 женщин из 473 чел.